# Śnieżyca (film)
Śnieżyca (czes. Kalamita) – czechosłowacki film komediowy z 1982 roku w reżyserii Věry Chytilovej.

## Fabuła
Młody Honza stara się odnaleźć w życiu pełnym łapówkarstwa, protekcji i rozwiązłości seksualnej, nie tracąc przy tym honoru i słuchając głosu sumienia.
Rezygnuje ze studiów, by zgodnie z rodzinną tradycją pracować na kolei. Tytułową katastrofą (kalamita) kończy się jednak każde jego doświadczenie. Jego wyobrażenie uczciwości, bezinteresowności, szczerości i wreszcie miłości wciąż wchodzą w konflikt z realiami. Końcowa, prawdziwa katastrofa, gdy na jego pociąg spada lawina górska, pozwala mu wreszcie odzyskać wiarę w ludzi. Uwięzieni pod śniegiem podróżni otrząsają się z obojętności i włączają solidarnie do akcji ratunkowej.

## Obsada
- Jana Synková – lekarz
- Dagmar Bláhová – Majka
- Jan Schmid – socjolog Havránek
- Zdeněk Svěrák – nauczyciel
- Marie Pavlíková – babcia
- Zdeněk Dítě – leśniczy
- Pavel Zedníček – ratownik Horský